# しろがねの鴉
『しろがねの鴉』（しろがねのカラス）は、上条明峰による日本の漫画作品。『週刊少年マガジン』（講談社）において、2007年26号から51号まで連載された。

## あらすじ
かつて、1人の王が、魔王と契約して「魔王石」と呼ばれる石を手に入れた。しかし王の死後、魔王石は13個の欠片に砕けて世界中に飛び散り、世界には魔王石の力で生み出された「鴉」と呼ばれる魔者が出没するようになった。
時を経て現在、世界各地に魔王石を狙う盗賊が多数存在していた。その１人、ルゥ・ルールーはある日、盗賊を名乗る少年ジャン・エレガーダインと出会う。能天気なジャンだが、その右腕には魔王の魂が封じられ強大な力を秘めていた。
ジャンとルゥは行動を共にするようになり、魔王石を全て集める旅に出る。道中、魔王石を狙う連中との戦いなどを経ることになる。

## 登場人物

### 主要人物
ジャン・エレガーダイン
本作の主人公。大盗賊「銀の翼（しろがねのつばさ）」、「しろがねの鴉」の異名を持つ少年。能天気でカレーが大好き。
赤子のときに魔王の魂を生法師によって右腕に封印されており、その無法力を使って右腕で驚異的な破壊力を発揮する。この力を解放するときは、頭髪が黒から銀へと変化する。普段は右腕に包帯を巻いている。近くに魔王石があるとなんとなく感覚で分かるため、それを頼りに旅をしている。
マオ
ジャンの右腕に封印されている魔王の魂。女性であり、宿主であるジャンに惚れている。そのため、ジャンの言うことは素直に従う。
作中終盤、ジャンとルゥが禁断の契約を交わし、魔王石全てをジャンの右腕に吸収することで顕現した。契約の代価としてルゥの命を狙っているが、ジャンに止められている。
ルゥ・ルールー
本作のヒロイン。盗賊の少女。鍵開けなどの簡単なことはできる。武器は壁をも破壊するヨーヨー。それを巧みに操り、軌道を変えるなどのこともできる。占いが好きなど女の子らしい趣味をもつ。
かつて魔王と契約した王族の末裔であり、ジャンとの間で接吻の儀式を執り行うことで魔王と契約し、ジャンの右腕の無法を変化させ、具現化できる。契約中は、ジャンがどれだけ無法力を使っても右腕の侵食が進行しなくなり、ジャンの右腕とルゥの手が鎖によって繋がる。
アガペ
喪服のような黒い服を着た小人の女性。一見上品に振る舞っているが、実は高飛車な性格で口が悪い。ジャンとは犬猿の仲である。
ルゥとは昔の馴染みであり、彼女の素性も知っている。魔王の契約についてのアドバイスなど多彩な知識を持つ。ルゥに魔法石の情報を流している。コーヒーカップでのミルク風呂に入るのが好き。

### 赤キ風
カザミ
盗賊団「赤キ風」の頭目。赤毛赤眼の男。目立ちたがり屋で負けず嫌いな性格。彼もまた賞金首。だが、しろがねの翼に1歩及んでいないことを気にしている。
生法師であり、息吹から風を創造することを得意とする。近眼であり、情け容赦をしないときは眼鏡を掛ける。
ジン
盗賊団「赤キ風」の副長。冷静で言葉遣いが丁寧。他の人が気づかないうちに物を盗む、または返すなどしていることから人の虚をつくのが上手い。
ウカツ
体の大きな男性。ナカツに頭目より風格があると言われる。
ナカツ
小柄な男性。偽造パスポートを作るなど器用である。

### その他
カレー屋のオヤジ
ジャンの来店で人生初の完売を経験した。嬉しくもあり悲しくもある複雑な感情を抱いた男である。銀の翼を庶民の夢と熱く語る。
肉屋
領主の肥満体の兵士によって商品である肉を代金を支払わず持っていかれ大赤字となるが、ジャンが偶然拾った財布をもらったことにより、入っていた大金を目にして動転した。
領主
前領主の死後、自身の治める領地で兵士を使い、好き放題に横暴を繰り返している男。魔王石を所持しており、前領主である父親を石の力を用いて殺した。
梟（ふくろう）
魔王石を集めて魔王を従え、世界の頂点に立つことを目論む男性。冷酷な性格であり、魔王石を集めるためなら、無関係の人間を犠牲にすることもいとわない。
生法の力を宿した大剣やナイフを武器に戦うが彼自身は生法師ではない。
マコリ
魔王石のありかを知っている男。賞金稼ぎである。息子の病気を治すため、ジャン達に博物館から絶滅した薬草を盗み出してほしいと依頼する。
マコリカ
マコリの息子。呼吸系の重い病気にかかっている。
クロエ
ジャンの育ての親。盗賊一家「家賊」の賊長。魔王石を1つ所持していた。
かつて魔王石を全て集める夢を抱いていたが、梟に襲撃されて死に瀕す。その際、身体に鴉が入ったことで無法力を得て復活した。マオに代わって新たな魔王の座につくことを目論むようになる。
ミカロフ・アルバトロス
ミッキーと呼ばれる事を好む。どんくさい。絵を描くのが上手である。
ネズミ小僧（ねずみこぞう）
街で金品を盗み、それを貧しい者たちの下に配る義賊。性格が悪く、快楽殺人者である。第２市民が願った救世主がミッキーであり、彼はその代償である。

## 用語
魔王石（まおうせき）
昔、1人の王が、魔王と契約して手に入れた石。どんな願いも叶えるとされるが、王は一族の命と引き換えに世界中の民に繁栄を願い、世界は瞬く間に平和となった。王の死後、13個の欠片に砕けて世界中に飛び散った。魔王の髪、吐息、血、牙、瞬き、心臓などからできている。
鴉（カラス）
魔王石の力で生み出された魔者。
魔王と王が契約を交わした際、魔王石を誕生させて願いを叶える代償として王の死後、生み出された。混乱と破壊をもたらす存在である。
銀の翼（しろがねのつばさ）
大盗賊として有名な盗賊。手配書の額は1億Ｍ。別名『破壊王』と呼ばれており、銀の翼が現れた現場は例外なく破壊されていることから名付けられている。
Ｍ（メタル）
この世界の通貨。
無法（ゼロ）
鴉をはじめとする魔者が有する、万物を破壊して無に帰す力。無法力（ゼロフォース）とも呼ばれる。無法に対抗できるのは生法のみ。
無法図（ゼロ・マトリクス）
魔者の言語。
生法（ジェネレイト）
人間が有する、無から有を生み出そうとする力。成長力・生成力・育成力・創作力が該当する。生法を意のままに操ることができる者を生法師（ジェネレイト・マスター）と呼ぶ。
生法図（ジェネレイト・マトリクス）
ジャンの腕に描かれているのもこれである。
第2次世界崩壊（ワールド＝ゼロ）
16年前、梟が13個の魔王石を揃えて魔王を復活させようとした事件。知っているのは限られた人物だけである。
この事件で生法師は全滅し、ジャンの右腕にマオの魂が封印された。
風中要塞「風陣」
赤キ風が人になつかないはずの竜の背中にアジトを建てているもの。飛ぶ以外の動力は風力を用いている。
空中機械都市セントラルジーク
武器の持ち込みが禁止された、空中に浮かんでいる都市。犯罪ゼロの街を公言しており、治安を守る騎士団が存在する。動力は魔王石であり、第2市民は代償として命を奪われている。
第1市民
街の地上に住む者を指す。
第2市民
街の地下に住む者を指す。役に立たなくなった者達を地下に追いやり、外に出ることも禁止されている。

## 書誌情報
- 上条明峰 『しろがねの鴉』 講談社〈講談社コミックス〉、全3巻
  1. 2007年10月17日第1刷発行（2007年10月17日発売[2]）、ISBN 978-4-06-363907-0
  2. 2007年11月16日第1刷発行（2007年11月16日発売[3]）、ISBN 978-4-06-363921-6
  3. 2008年1月17日第1刷発行（2008年1月17日発売[4]）、ISBN 978-4-06-363933-9